# 竹舟江苗族乡
竹舟江苗族乡，是中华人民共和国湖南省邵陽市绥宁县下辖的一个乡镇级行政单位。

## 行政区划
竹舟江苗族乡下辖以下地区：
竹舟江村、鸡子头村、塘湾村、万林湾村、新田村、彭家村、联溪村、新团村和白洋滩村。